# 茲沃切夫

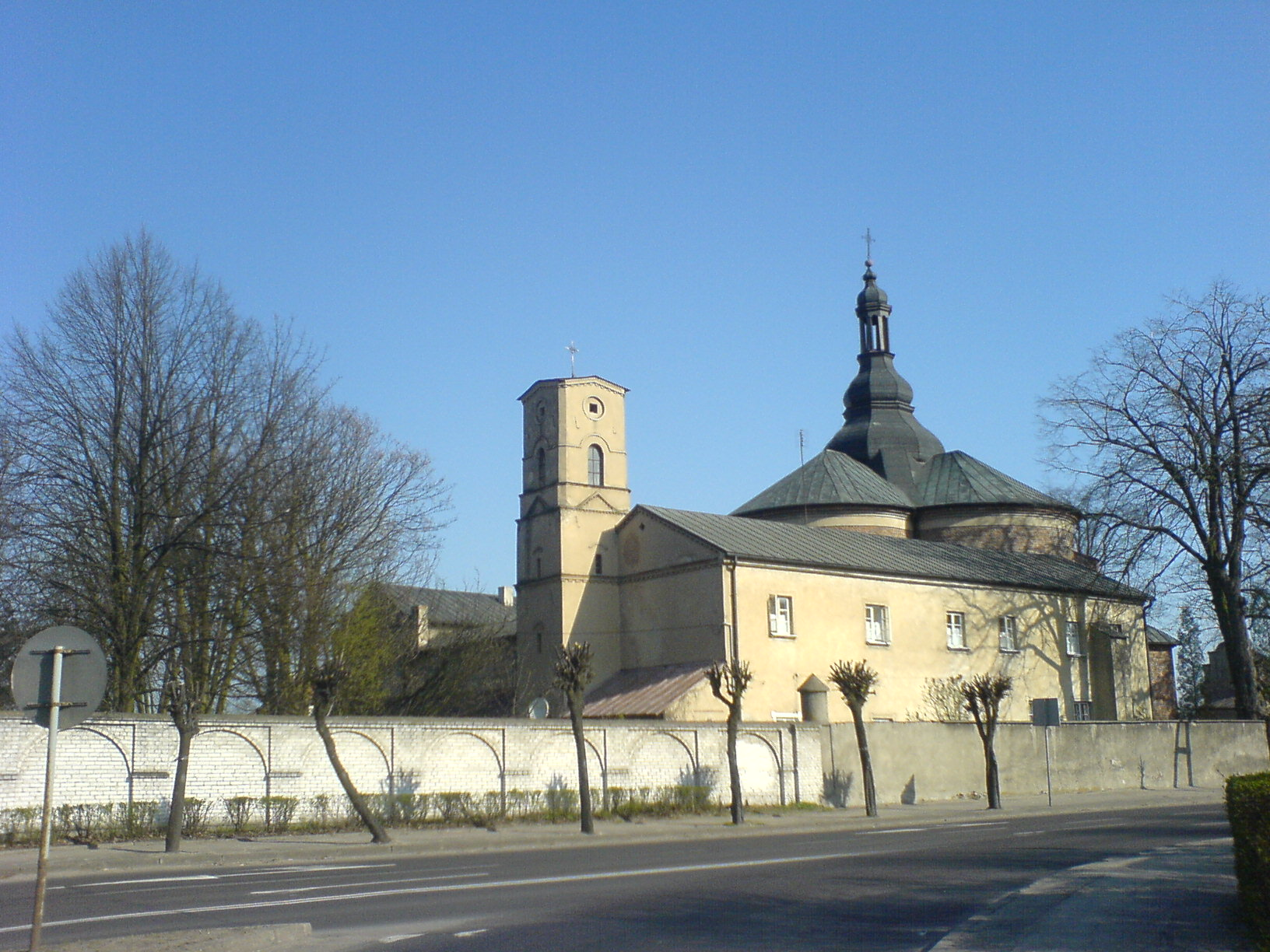

茲沃切夫是波蘭的城鎮，位於該國西南部，距離謝拉茲23公里，由羅茲省負責管轄，面積13.8平方公里，2006年人口3,403。在第二次瓜分波蘭中，該鎮在1793年被納入普魯士王國管治範圍。
51°25′N 18°36′E / 51.417°N 18.600°E